# حاجی کامران
حاجی کامران بازیگر اهل افغانستان است که بیشتر به خاطر ایفای نقش‌های کمدی مشهور است. وی در ویرجینیا زندگی می‌کند و معمولاً در تبلیغ‌های بازرگانی و نقش‌های کوتاه شبکه‌های تلویزیونی افغانستان ایفای نقش می‌کند.